# أندريا أرنتزن
أندريا أرنتزن هي ممرضة نرويجية، ولدت في 29 أغسطس 1875، وتوفيت في 13 أبريل 1958.